# Hedningarna
Hedningarna (schwedisch, deutsch „Die Heiden“) ist eine schwedisch-finnische Pagan-Folkband, die elektronische und Rockelemente mit traditioneller skandinavischer Musik kombiniert.

## Geschichte
Hållbus Totte Mattson, Anders Norudde (der damals noch Anders Stake hieß) und Björn Tollin gründeten Hedningarna 1987. „Hedning“ ist das schwedische Wort für „Heide“ und die Musiker sagten, dass sie sich gegenüber den herrschenden Ideen der schwedischen Folkmusik als untreu empfanden. Sie wollten weit zurück zu den Anfängen der altnordischen Kultur gehen und auch altertümliche Instrumente spielen, die derzeit in der schwedischen Folkmusik nur wenig in Gebrauch sind. Stake, ein gelernter Geigenbauer, begann ebenso mit der Erfindung und Konstruktion neuer Instrumente, um neue Klänge (Sounds) zu erzeugen.
1988 komponierte und spielte Hedningarna den Hauptanteil der Musik zu dem Bühnenstück Den stora vreden (schwedisch: „Der große Zorn“ bedeutet), das einen großen Erfolg hatte. Ihr erstes Album mit dem Titel Hedningarna erschien 1989 auf Alice Records. 1991 kam die Gruppe bei Silence Records unter Vertrag. Sie arbeiteten mit den finnischen Sängerinnen Sanna Kurki-Suonio und Tellu Paulasto zusammen. Im September 1992 veröffentlichte die Band das Album Kaksi! (finnisch: „Zwei!“), welches 2018 vom schwedischen Musikmagazin Lira zum wichtigsten schwedischen Folkmusikalbum gekürt wurde. 1993 erhielt Hedningarna den schwedischen Grammis (das Äquivalent zum Grammy) für das beste Folkmusik-Album des Jahres. Kaksi! wurde 35.000 Mal verkauft – eine große Verkaufszahl für ein Folkmusik-Album in Schweden. Der britische DJ Sasha produzierte einen Remix von Hedningarna’s Kruspolska (schwedisch: „Rüschenpolka“), der in die englischen Charts kam.
Das dritte Album Trä (schwedisch: „Holz“) wurde im September 1994 veröffentlicht. Der Melody Maker schrieb: „it may sound alien, but yet it sounds like the most essential music on the earth“. Hedningarna trat auf der zweitgrößten Bühne des Roskilde Festivals vor 20 000 Zuhörern auf. 1995 tourte Hedningarna durch Skandinavien und andere Länder. Eine Sammel-CD mit Stücken aus Trä und Kaksi! erschien in den USA. 1995 wurden ihre Alben in Spanien, den Niederlanden, Belgien, Polen, Thailand, Großbritannien und den USA veröffentlicht.
Die Sängerinnen Kurki-Suonio und Paulasto pausierten 1996 anlässlich der Geburt eines Kindes und aus Studiengründen in Finnland. Paulasto entschied sich die Band zu verlassen und an ihrer Stelle kam Anita Lehtola hinzu, die eine Klasse mit Paulasto die Sibelius-Akademie in Helsinki besucht hatte. Mattson, Stake und Tollin arbeiteten am neuen Album Hippjokk. Der Rockbassist Ulf Ivarsson spielte die neue Bassmandora, die Mattson entwickelt hatte. Der finnische Same und Joiker Wimme Saari unterstützte den Gesang ebenso wie der bedeutende norwegische Gitarrist Knut Reiersrud mitspielte. Johan Liljemark spielte Didgeridoo, dessen Spiel er in Australien bei den Aborigines lebend erlernt hatte. Hippjokk erschien im Februar 1997. Die Band tourte und trat mit den Sängern auf Festivals in Spanien und Belgien auf. Ulf „Rockis“ Ivarsson wurde Mitglied der Band. Anders Stake wechselte den Namen zu Anders Norudde.
Im Winter 1998 reiste die Band in den russischen Teil von Karelien, um sich für das neue Album „Karelia Visa“ inspirieren zu lassen. Das Album wurde im folgenden Frühjahr und Sommer aufgenommen. Ebenso gab es im Sommer 1998 eine kleine Konzerttour durch Spanien. Ulf Ivarsson verließ die Gruppe nach den Aufnahmen. Mattson and Tollin nahmen zusammen mit dem Geigenspieler Ola Bäckström eine CD für die Tanzgruppe Virvla auf. Sie erschien 1999 auf Silence Records. Sanna Kurki-Suonio veröffentlichte in Finnland im gleichen Jahr ein Soloalbum. Karelia Visa erschien 1999 begleitet durch Konzerte in Skandinavien und eine dreiwöchige Tournee in den USA.
Hedningarna spielte live zu einer auf ihrer Musik basierenden Tanzperformance, die Flying Foot Forum in Minneapolis (USA) entwickelt hatte und tanzte. Der Geigenspieler Magnus Stinnerbom kam zur Gruppe dazu. 2000 veröffentlichte Norudde ein Soloalbum und der Percussionist Christian Svensson wurde Mitglied des Ensembles. Er ersetzte das Gründungsmitglied Björn Tollin. Die Kompilations-CD 1989–2003 erschien 2003. Bis zu diesem Zeitpunkte hatte Hedningarna zirka 150.000 CDs verkauft. Die Sängerinnen verließen die Gruppe 2003 und seitdem ist Hedningarna wieder ein Instrumentalensemble.
Im Frühjahr 2012 erschien das Album &, auf dem sich Vokal- und Instrumentalstücke befinden.

## Gastmusiker
- Wimme Saari – Joik-Gesang auf Trä und Hippjokk.
- Knut Reiersrud – E-Gitarre und Gesang auf Hippjokk.
- Johan Liljemark – Didgeridoo auf Hippjokk und Karelia Visa.
- Ola Bäckström – Fiedel auf Hippjokk.
- Per-Erik Nilsson – Percussion auf Kaksi.

## Diskografie
- 1989: Hedningarna
- 1992: Kaksi!
- 1994: Trä
- 1994: Kruspolska SASHA mixes
- 1997: Hippjokk
- 1997: Remix Project
- 1999: Karelia Visa
- 2003: 1989–2003
- 2012: &
- 2016: Kult